# ダニエル・コリンドレス
ダニエル・コリンドレス・ソレラ（Daniel Colindres Solera、1985年1月10日 - ）は、コスタリカ・アラフエラ出身のプロサッカー選手。サッカーコスタリカ代表。アバハニ・リミテッド・ダッカ所属。ポジションはFW。

## 経歴
ホンジュラス人の父とコスタリカ人の母との間に生まれた。
2011年9月、アメリカ合衆国代表とのフレンドリーマッチでコスタリカ代表デビュー。
2018年5月、2018 FIFAワールドカップに参加する代表メンバー23人の一人に選ばれた。

## 代表歴

### 出場大会
- コスタリカ代表
  - 2018 FIFAワールドカップ

### 試合数
- 国際Aマッチ 17試合 0得点（2011年-2018年）[3]

| コスタリカ代表 | 国際Aマッチ | 国際Aマッチ |
| 年             | 出場        | 得点        |
| -------------- | ----------- | ----------- |
| 2011           | 2           | 0           |
| 2012           | 1           | 0           |
| 2013           | 0           | 0           |
| 2014           | 0           | 0           |
| 2015           | 3           | 0           |
| 2016           | 1           | 0           |
| 2017           | 3           | 0           |
| 2018           | 7           | 0           |
| 通算           | 17          | 0           |